# Knowle St Giles
Knowle St Giles – wieś w Anglii, w hrabstwie Somerset, w dystrykcie (unitary authority) Somerset. Leży 66 km na południe od miasta Bristol i 207 km na zachód od Londynu. W 2002 miejscowość liczyła 132 mieszkańców.